# Гомбодордж
Гомбодордж (1594—1655) — 4-й тушету-хан монголів у Халхці в 1636—1655 роках.

## Біографія
Старший син Ерехей-Мерген-хана. Народився 1594 року. Брав участь у походах халхських ханів до південної Монголії з метою протистояння поширенню влади маньчжурів. 1636 року після смерті батька успадкував владу. З одного боку, намагався убезпечити свої володіння від держави Цін, з другого, намагався затвердити першість свого роду серед інших ханів Халхи.
Спочатку, 1636 року, відправив подарунок (8 білих коней і 1 білого верблюда) маньчжурському імператору Абахаю, який розцінив його як данину й визнання тушету-ханом зверхності Цін. У 1639 році сприяв наданню синові Дзебцундамби високого титулу хутухти, чим висунув претензії на загальномонгольський центр ламаїзму. Проти цього виступив дзасакту-хан Субадай-хан, що мав статус «старшого хана» Халхи. Втім боротьба з останнім тривала. 1640 року Гомбодордж брав участь у монголо-ойратському курултаї в Тарабагаї, де було прийнято Степовий кодекс законів («Ікі Цааджин Бічік»), основою якого стало звичайне право монголів.
Згодом фактично став очільником лівого (східного крила) Халхи. Його авторитет також було визнано у 1652 році сецен-ханом Баба-ханом. Завдяки значному впливу і енергії тривалий час вважалося, що Гомбодордж зміг отримати статус старшого хана, але це не так. Водночас до кінця життя тушету-хан зміг домогтися найбільшого впливу своєї держави в Халхці й сприяв поширенню буддизму в Монголії.
Крім того, спільно — сецен-ханом Шолой-ханом протистояв маньчжурській загрозі, що посилилася після захоплення військами Цін північного Китаю. 1644 і 1645 роках тушету-хан відправляв посольства до цінського імператора Фуліня. 1646 році надав військову допомогу сецен-хану Шолой-хану і повнолому південномонгольському нойону Тінгису у війні проти Цін, але зазнав поразки в битві в урочищі Жажибулаг. Втім продовжив боротьбу. У війні з Цін намагався спиратися на союз з Московським царством, куди 1647 року відправив посольство. 1648 року відкинув пропозицію цінського уряду визнати свою зверхність. Тому зрештою було укладено мир, що зафіксував скатус-кво. Помер Гомбодордж 1655 року. Йому спадкував син Чахундордж.